# Windows 95
Windows 95 là một phiên bản trong chuỗi các phiên bản hệ điều hành Windows của tập đoàn Microsoft, được cung cấp vào ngày 24 tháng 8 năm 1995, với tên mã là Chicago.
Windows 95 được thừa hưởng những tính chất ưu việt của các hệ điều hành trước, như giao diện đồ họa tương tác, cho đến nay vẫn được sử dụng trong phiên bản mới nhất, Windows 10, cộng thêm nhiều tính năng mới; như hỗ trợ rộng rãi các thiết bị hơn, hỗ trợ thiết bị kết nối qua cổng USB, được kèm thêm phiên bản Internet Explorer 4, hỗ trợ các ứng dụng 32 bit, hỗ trợ tên tập tin dài đến 255 ký tự.
Windows 95 mở đầu cho việc sử dụng nút Start, thanh taskbar trong giao diện GUI của Microsoft, điều vẫn tồn tại trong các hệ điều hành về sau, cho đến Windows Vista nút Start được rút gọn thành biểu tượng lá cờ Windows.

## Những thứ mới

### Nút Start
Nút Start là một công cụ rất quen thuộc với người dùng Windows ngày hôm nay. Trong Windows 95, nút Start có biểu tượng là hình biểu tượng Windows thu nhỏ, bên phải là dòng chữ Start.

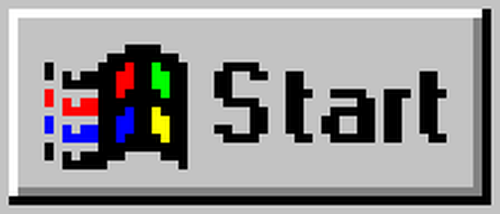
Hình ảnh nút Start trong dòng Win9x

#### Start menu
Sau khi bạn bấm nút Start, Windows sẽ thể hiện Start Menu. Start Menu là một thanh công cụ giúp người dùng quản lí tốt hơn máy tính của mình. Start Menu đầu tiên trên Windows 95 khá đơn giản nếu so sánh với các start menu hiện đại bây giờ. Hầu hết mọi nội dung trên Start Menu đều vẫn còn trên phiên bản mới nhất, Windows 11. Trên Win95, Start Menu sẽ hiển thị các mục sau: Programs (chương trình), Documents (tài liệu), Settings (chỉnh sửa), Find (tìm kiếm), Help (trợ giúp), Run (chạy) và Shut down (tắt nguồn). Người dùng chỉ cần click vào các lựa chọn trong Menu nó sẽ hiện ra đúng với lựa chọn ấy.

### Taskbar
Taskbar là một thanh công cụ khác hiển thị các ứng dụng đang được mở. Mỗi khi người dùng mở một ứng dụng hoặc nhận 1 thông báo, Taskbar sẽ hiển thị logo và tên ứng dụng hoặc thông báo ấy. Mỗi khi người dùng tắt đi hoặc nó tự tắt thì nó sẽ ẩn đi.

## Những thứ được cải tiến

### Giao diện người dùng đồ hoạ
Giao diện người dùng đồ hoạ đã được viết lại khá nhiều trong Win95. So với series Win3x và trước đó, Win95 có giao diện được viết lại gần như hoàn toàn so với Win3x. Nhìn vào giao diện của Win95, ta có thể thấy sự hiện đại hơn so với Win3x. Win95 đã loại bỏ phần MS-DOS Executive gắn với Windows từ lúc phôi thai và sửa thêm các thiết kế Tab cũ của Win3x. Win95 là phiên bản đầu tiên được trang bị Internet Explorer ngay khi cài đặt. Nó đã sửa đổi lại cơ chế của logo ứng dụng, ví dụ các phiên bản cũ thì ta sẽ phải kéo ứng dụng-file ra thì Win95 đã có các ứng dụng từ đầu.

## Đánh giá

### Ưu điểm
- Đây là một trong những hệ điều hành đầu tiên có thể kết nối với Internet, ứng dụng chủ yếu được dùng là Microsoft Internet Explorer và MSN Network
- Win95 có rất nhiều cải tiến hiện đại và hợp hơn cho người dùng
- Nó là hệ điều hành đầu tiên được hỗ trợ kết nối với các loại sóng như Wifi, Bluetooth (ở các bản ra mắt cuối). Nó còn hỗ trợ kết nối USB (vẫn là các bản ra mắt cuối)

### Nhược điểm
- Hệ thống bảo mật người dùng rất kém, thường dễ bị hack truy cập khi bạn lưu file rồi sau đó virus máy tính sẽ xâm nhập vào máy của bạn. Hoặc khi bạn mở file C:/Con:/Con hoặc D:/Aux:/Aux thì một trang web sẽ đánh sập máy và sẽ có BSoD hiện lên. Trong các bản cập nhật cuối cùng thì việc tạo và truy cập file này. Giờ lệnh đó vẫn còn trên Windows 10.
- Thường dễ bị lây nhiễm virus và sâu máy tính (thí dụ như ILOVEU, hay còn được gọi là Love You Worm (Sâu yêu), một loại sâu máy tính tự nhân bản đánh sập máy và lây lan qua Internet)

## Ngừng hỗ trợ
Microsoft đã tuyên bố ngừng hỗ trợ mở rộng cho Win95, cũng như series Win1x, 2x, 3x, 9x (trừ Windows Me, bị ngừng năm 2006), NT (trừ Windows 2000, bị ngừng năm 2010) và cả ngôn ngữ lập trình huyền thoại MS-DOS vào ngày 31/12/2001. Qua đó, đến ngày 1/1/2002, những người vẫn còn dùng các hệ máy trên sẽ không nhận được bản cập nhật bảo mật nào nữa. Và các khiếu nại sẽ không được trả lời từ 2002. Nhân của Windows chuyển từ nhân nguyên khối MS-DOS thành nhân lai. MS-DOS và các phân vùng điều khiển trên Windows của nó (ví dụ: COMMAND.COM) đều được thay thế. Giờ thay vì dùng MS-DOS để kiểm tra máy, bạn có thể dùng Command prompt thay thế. MS-DOS giờ vẫn được dùng để lập trình Windows, nhưng bây giờ chúng ta sẽ rất ít thấy chúng.

## Quảng bá
Khi Windows 95 được tung ra thị trường, Windows 95 đã nhận được sự đón nhận rộng rãi. Ban nhạc The Rolling Stones đã biểu diễn một buổi hòa nhạc với bài hát "Start Me Up" (nhắc đến nút Start). Nó được biết nhiều đến nỗi Microsoft đã phải trả cho ban nhạc này 8 triệu đô la trong chiến dịch quảng bá Windows 95. Microsoft đã dành 300 triệu đô la trong chiến dịch quảng bá cho tính ưu việt của hệ điều hành này.
Tại Thành phố New York, ở tòa nhà Empire State đã treo một lá cờ biểu tượng của Windows. Ở Toronto, 300 tấm pano đã được treo trên Tháp CN.

## Các ấn bản
- Windows 95 Retail
- Windows 95 Retail SP1 4.00.950a
- OEM Service Release 1 4.00.950A
- OEM Service Release 2 4.00.950B
- OEM Service Release 2.1 4.00.950B
- OEM Service Release 2.5